# Tour de Norvège 2019
La 9e édition du Tour de Norvège a eu lieu du 28 mai 2019 au 2 juin 2019. La course fait partie du calendrier UCI Europe Tour 2019 en catégorie 2.HC.

## Équipes
Classé en catégorie 2.HC de l'UCI Europe Tour, le Tour de Norvège est par conséquent ouvert aux WorldTeams dans la limite de 70 % des équipes participantes, aux équipes continentales professionnelles, aux équipes continentales norvégiennes, aux équipes continentales étrangères dans la limite de deux, et à une équipe nationale norvégienne.
Vingt-et-une équipes participent à la course : onze équipes World Tour, sept équipes continentales professionnelles, et trois équipes continentales
| WorldTeams (11)- Dimension Data - Team Jumbo-Visma - Team Sunweb - Ineos - Trek-Segafredo - Lotto Soudal - Mitchelton-Scott - Deceuninck-Quick Step - EF Education First - UAE Team Emirates - Astana Équipes continentales professionnelles (7)- Roompot-Charles - Caja Rural-Seguros RGA - Sport Vlaanderen-Baloise - Israel Cycling Academy - Riwal Readynez - Delko-Marseille Provence - Arkéa-Samsic Équipes continentales (3)- Coop - Uno-X Norwegian Development - Joker Fuel of Norway |
| |

## Étapes
| Étape     | Date   | Villes étapes          | type            | Distance (km) | Vainqueur d'étape    | Leader du classement général |
| --------- | ------ | ---------------------- | --------------- | ------------- | -------------------- | ---------------------------- |
| 1re étape | 28 mai | Stavanger – Egersund   | étape de plaine | 168,2         | Cees Bol             | Cees Bol                     |
| 2e étape  | 29 mai | Liknes – Mandal        | étape de plaine | 174           | Álvaro Hodeg         | Cees Bol                     |
| 3e étape  | 30 mai | Lyngdal – Kristiansand | étape vallonnée | 180           | Edvald Boasson Hagen | Edvald Boasson Hagen         |
| 4e étape  | 31 mai | Arendal – Sandefjord   | étape de plaine | 224           | Edoardo Affini       | Edvald Boasson Hagen         |
| 5e étape  | 1 juin | Skien – Drammen        | étape vallonnée | 159,7         | Alexander Kristoff   | Alexander Kristoff           |
| 6e étape  | 2 juin | Gran – Hønefoss        | étape vallonnée | 175,4         | Kristoffer Halvorsen | Alexander Kristoff           |

## Déroulement de la course

### 1reétape
| \| Classement de l'étape \| Classement de l'étape \| Classement de l'étape \| Classement de l'étape \| Classement de l'étape \| \| Coureur \| Coureur \| Pays \| Équipe \| Temps \| \| --------------------- \| --------------------- \| --------------------- \| ------------------------ \| --------------------- \| \| 1er \| Cees Bol \| Pays-Bas \| Team Sunweb \| 3 h 55 min 12 s \| \| 2e \| Eduard-Michael Grosu \| Roumanie \| Delko Marseille Provence \| + 0 s \| \| 3e \| Alexander Kristoff \| Norvège \| UAE Team Emirates \| + 0 s \| \| 4e \| Lawrence Naesen \| Belgique \| Lotto-Soudal \| + 0 s \| \| 5e \| Kristoffer Halvorsen \| Norvège \| Team Ineos \| + 0 s \| \| 6e \| Moreno Hofland \| Pays-Bas \| EF Education First \| + 0 s \| \| 7e \| Trond Trondsen \| Norvège \| Team Coop \| + 0 s \| \| 8e \| Tom Van Asbroeck \| Belgique \| Israel Cycling Academy \| + 0 s \| \| 9e \| Matteo Malucelli \| Italie \| Caja Rural-Seguros RGA \| + 0 s \| \| 10e \| Tim Wellens \| Belgique \| Lotto-Soudal \| + 0 s \| |                      |          |                          |                 |
| |                      |          |                          |                 |
| Source : ProCyclingStats |                      |          |                          |                 |
| Classement de l'étape |                      |          |                          |                 |
| Coureur | Coureur              | Pays     | Équipe                   | Temps           |
| 1er | Cees Bol             | Pays-Bas | Team Sunweb              | 3 h 55 min 12 s |
| 2e | Eduard-Michael Grosu | Roumanie | Delko Marseille Provence | + 0 s           |
| 3e | Alexander Kristoff   | Norvège  | UAE Team Emirates        | + 0 s           |
| 4e | Lawrence Naesen      | Belgique | Lotto-Soudal             | + 0 s           |
| 5e | Kristoffer Halvorsen | Norvège  | Team Ineos               | + 0 s           |
| 6e | Moreno Hofland       | Pays-Bas | EF Education First       | + 0 s           |
| 7e | Trond Trondsen       | Norvège  | Team Coop                | + 0 s           |
| 8e | Tom Van Asbroeck     | Belgique | Israel Cycling Academy   | + 0 s           |
| 9e | Matteo Malucelli     | Italie   | Caja Rural-Seguros RGA   | + 0 s           |
| 10e | Tim Wellens          | Belgique | Lotto-Soudal             | + 0 s           |

| \| Classement général \| Classement général \| Classement général \| Classement général \| Classement général \| \| Coureur \| Coureur \| Pays \| Équipe \| Temps \| \| ------------------ \| -------------------- \| ------------------ \| ------------------------ \| ------------------ \| \| 1er \| Cees Bol \| Pays-Bas \| Team Sunweb \| 3 h 55 min 02 s \| \| 2e \| Eduard-Michael Grosu \| Roumanie \| Delko Marseille Provence \| + 4 s \| \| 3e \| Alexander Kristoff \| Norvège \| UAE Team Emirates \| + 6 s \| \| 4e \| Jacob Eriksson \| Suède \| Team Coop \| + 9 s \| \| 5e \| Lawrence Naesen \| Belgique \| Lotto-Soudal \| + 10 s \| \| 6e \| Kristoffer Halvorsen \| Norvège \| Team Ineos \| + 10 s \| \| 7e \| Moreno Hofland \| Pays-Bas \| EF Education First \| + 10 s \| \| 8e \| Trond Trondsen \| Norvège \| Team Coop \| + 10 s \| \| 9e \| Tom Van Asbroeck \| Belgique \| Israel Cycling Academy \| + 10 s \| \| 10e \| Matteo Malucelli \| Italie \| Caja Rural-Seguros RGA \| + 10 s \| |                      |          |                          |                 |
| |                      |          |                          |                 |
| Source : ProCyclingStats |                      |          |                          |                 |
| Classement général |                      |          |                          |                 |
| Coureur | Coureur              | Pays     | Équipe                   | Temps           |
| 1er | Cees Bol             | Pays-Bas | Team Sunweb              | 3 h 55 min 02 s |
| 2e | Eduard-Michael Grosu | Roumanie | Delko Marseille Provence | + 4 s           |
| 3e | Alexander Kristoff   | Norvège  | UAE Team Emirates        | + 6 s           |
| 4e | Jacob Eriksson       | Suède    | Team Coop                | + 9 s           |
| 5e | Lawrence Naesen      | Belgique | Lotto-Soudal             | + 10 s          |
| 6e | Kristoffer Halvorsen | Norvège  | Team Ineos               | + 10 s          |
| 7e | Moreno Hofland       | Pays-Bas | EF Education First       | + 10 s          |
| 8e | Trond Trondsen       | Norvège  | Team Coop                | + 10 s          |
| 9e | Tom Van Asbroeck     | Belgique | Israel Cycling Academy   | + 10 s          |
| 10e | Matteo Malucelli     | Italie   | Caja Rural-Seguros RGA   | + 10 s          |

### 2eétape
| \| Classement de l'étape \| Classement de l'étape \| Classement de l'étape \| Classement de l'étape \| Classement de l'étape \| \| Coureur \| Coureur \| Pays \| Équipe \| Temps \| \| --------------------- \| --------------------- \| --------------------- \| ------------------------ \| --------------------- \| \| 1er \| Álvaro Hodeg \| Colombie \| Deceuninck-Quick Step \| 4 h 09 min 18 s \| \| 2e \| Kristoffer Halvorsen \| Norvège \| Team Ineos \| + 0 s \| \| 3e \| Edvald Boasson Hagen \| Norvège \| Dimension Data \| + 0 s \| \| 4e \| Alexander Kristoff \| Norvège \| UAE Team Emirates \| + 0 s \| \| 5e \| Alex Kirsch \| Luxembourg \| Trek-Segafredo \| + 0 s \| \| 6e \| Eduard-Michael Grosu \| Roumanie \| Delko Marseille Provence \| + 0 s \| \| 7e \| Tom Van Asbroeck \| Belgique \| Israel Cycling Academy \| + 0 s \| \| 8e \| Cees Bol \| Pays-Bas \| Team Sunweb \| + 0 s \| \| 9e \| Luka Mezgec \| Slovénie \| Mitchelton-Scott \| + 0 s \| \| 10e \| Boy van Poppel \| Pays-Bas \| Roompot-Charles \| + 0 s \| |                      |            |                          |                 |
| |                      |            |                          |                 |
| Source : ProCyclingStats |                      |            |                          |                 |
| Classement de l'étape |                      |            |                          |                 |
| Coureur | Coureur              | Pays       | Équipe                   | Temps           |
| 1er | Álvaro Hodeg         | Colombie   | Deceuninck-Quick Step    | 4 h 09 min 18 s |
| 2e | Kristoffer Halvorsen | Norvège    | Team Ineos               | + 0 s           |
| 3e | Edvald Boasson Hagen | Norvège    | Dimension Data           | + 0 s           |
| 4e | Alexander Kristoff   | Norvège    | UAE Team Emirates        | + 0 s           |
| 5e | Alex Kirsch          | Luxembourg | Trek-Segafredo           | + 0 s           |
| 6e | Eduard-Michael Grosu | Roumanie   | Delko Marseille Provence | + 0 s           |
| 7e | Tom Van Asbroeck     | Belgique   | Israel Cycling Academy   | + 0 s           |
| 8e | Cees Bol             | Pays-Bas   | Team Sunweb              | + 0 s           |
| 9e | Luka Mezgec          | Slovénie   | Mitchelton-Scott         | + 0 s           |
| 10e | Boy van Poppel       | Pays-Bas   | Roompot-Charles          | + 0 s           |

| \| Classement général \| Classement général \| Classement général \| Classement général \| Classement général \| \| Coureur \| Coureur \| Pays \| Équipe \| Temps \| \| ------------------ \| -------------------- \| ------------------ \| --------------------------- \| ------------------ \| \| 1er \| Cees Bol \| Pays-Bas \| Team Sunweb \| 8 h 04 min 20 s \| \| 2e \| Álvaro Hodeg \| Colombie \| Deceuninck-Quick Step \| + 0 s \| \| 3e \| Kristoffer Halvorsen \| Norvège \| Team Ineos \| + 4 s \| \| 4e \| Eduard-Michael Grosu \| Roumanie \| Delko Marseille Provence \| + 4 s \| \| 5e \| Franck Bonnamour \| France \| Arkéa-Samsic \| + 5 s \| \| 6e \| Alexander Kristoff \| Norvège \| UAE Team Emirates \| + 6 s \| \| 7e \| Edvald Boasson Hagen \| Norvège \| Dimension Data \| + 6 s \| \| 8e \| Taco van der Hoorn \| Pays-Bas \| Team Jumbo-Visma \| + 7 s \| \| 9e \| Markus Hoelgaard \| Norvège \| Uno-X Norwegian Development \| + 7 s \| \| 10e \| Omer Goldstein \| Israël \| Israel Cycling Academy \| + 9 s \| |                      |          |                             |                 |
| |                      |          |                             |                 |
| Source : ProCyclingStats |                      |          |                             |                 |
| Classement général |                      |          |                             |                 |
| Coureur | Coureur              | Pays     | Équipe                      | Temps           |
| 1er | Cees Bol             | Pays-Bas | Team Sunweb                 | 8 h 04 min 20 s |
| 2e | Álvaro Hodeg         | Colombie | Deceuninck-Quick Step       | + 0 s           |
| 3e | Kristoffer Halvorsen | Norvège  | Team Ineos                  | + 4 s           |
| 4e | Eduard-Michael Grosu | Roumanie | Delko Marseille Provence    | + 4 s           |
| 5e | Franck Bonnamour     | France   | Arkéa-Samsic                | + 5 s           |
| 6e | Alexander Kristoff   | Norvège  | UAE Team Emirates           | + 6 s           |
| 7e | Edvald Boasson Hagen | Norvège  | Dimension Data              | + 6 s           |
| 8e | Taco van der Hoorn   | Pays-Bas | Team Jumbo-Visma            | + 7 s           |
| 9e | Markus Hoelgaard     | Norvège  | Uno-X Norwegian Development | + 7 s           |
| 10e | Omer Goldstein       | Israël   | Israel Cycling Academy      | + 9 s           |

### 3eétape
| \| Classement de l'étape \| Classement de l'étape \| Classement de l'étape \| Classement de l'étape \| Classement de l'étape \| \| Coureur \| Coureur \| Pays \| Équipe \| Temps \| \| --------------------- \| --------------------- \| --------------------- \| ---------------------- \| --------------------- \| \| 1er \| Edvald Boasson Hagen \| Norvège \| Dimension Data \| 4 h 25 min 47 s \| \| 2e \| Joris Nieuwenhuis \| Pays-Bas \| Team Sunweb \| + 2 s \| \| 3e \| Alexander Kristoff \| Norvège \| UAE Team Emirates \| + 3 s \| \| 4e \| Cees Bol \| Pays-Bas \| Team Sunweb \| + 3 s \| \| 5e \| Alex Kirsch \| Luxembourg \| Trek-Segafredo \| + 3 s \| \| 6e \| Davide Martinelli \| Italie \| Deceuninck-Quick Step \| + 3 s \| \| 7e \| Luka Mezgec \| Slovénie \| Mitchelton-Scott \| + 3 s \| \| 8e \| Tom Van Asbroeck \| Belgique \| Israel Cycling Academy \| + 3 s \| \| 9e \| Kristoffer Halvorsen \| Norvège \| Team Ineos \| + 3 s \| \| 10e \| Marc Hirschi \| Suisse \| Team Sunweb \| + 3 s \| |                      |            |                        |                 |
| |                      |            |                        |                 |
| Source : ProCyclingStats |                      |            |                        |                 |
| Classement de l'étape |                      |            |                        |                 |
| Coureur | Coureur              | Pays       | Équipe                 | Temps           |
| 1er | Edvald Boasson Hagen | Norvège    | Dimension Data         | 4 h 25 min 47 s |
| 2e | Joris Nieuwenhuis    | Pays-Bas   | Team Sunweb            | + 2 s           |
| 3e | Alexander Kristoff   | Norvège    | UAE Team Emirates      | + 3 s           |
| 4e | Cees Bol             | Pays-Bas   | Team Sunweb            | + 3 s           |
| 5e | Alex Kirsch          | Luxembourg | Trek-Segafredo         | + 3 s           |
| 6e | Davide Martinelli    | Italie     | Deceuninck-Quick Step  | + 3 s           |
| 7e | Luka Mezgec          | Slovénie   | Mitchelton-Scott       | + 3 s           |
| 8e | Tom Van Asbroeck     | Belgique   | Israel Cycling Academy | + 3 s           |
| 9e | Kristoffer Halvorsen | Norvège    | Team Ineos             | + 3 s           |
| 10e | Marc Hirschi         | Suisse     | Team Sunweb            | + 3 s           |

| \| Classement général \| Classement général \| Classement général \| Classement général \| Classement général \| \| Coureur \| Coureur \| Pays \| Équipe \| Temps \| \| ------------------ \| -------------------- \| ------------------ \| --------------------------- \| ------------------ \| \| 1er \| Edvald Boasson Hagen \| Norvège \| Dimension Data \| 12 h 30 min 03 s \| \| 2e \| Cees Bol \| Pays-Bas \| Team Sunweb \| + 7 s \| \| 3e \| Alexander Kristoff \| Norvège \| UAE Team Emirates \| + 9 s \| \| 4e \| Joris Nieuwenhuis \| Pays-Bas \| Team Sunweb \| + 10 s \| \| 5e \| Kristoffer Halvorsen \| Norvège \| Team Ineos \| + 11 s \| \| 6e \| Franck Bonnamour \| France \| Arkéa-Samsic \| + 12 s \| \| 7e \| Taco van der Hoorn \| Pays-Bas \| Team Jumbo-Visma \| + 14 s \| \| 8e \| Markus Hoelgaard \| Norvège \| Uno-X Norwegian Development \| + 14 s \| \| 9e \| Omer Goldstein \| Israël \| Israel Cycling Academy \| + 16 s \| \| 10e \| Jacob Eriksson \| Suède \| Team Coop \| + 16 s \| |                      |          |                             |                  |
| |                      |          |                             |                  |
| Source : ProCyclingStats |                      |          |                             |                  |
| Classement général |                      |          |                             |                  |
| Coureur | Coureur              | Pays     | Équipe                      | Temps            |
| 1er | Edvald Boasson Hagen | Norvège  | Dimension Data              | 12 h 30 min 03 s |
| 2e | Cees Bol             | Pays-Bas | Team Sunweb                 | + 7 s            |
| 3e | Alexander Kristoff   | Norvège  | UAE Team Emirates           | + 9 s            |
| 4e | Joris Nieuwenhuis    | Pays-Bas | Team Sunweb                 | + 10 s           |
| 5e | Kristoffer Halvorsen | Norvège  | Team Ineos                  | + 11 s           |
| 6e | Franck Bonnamour     | France   | Arkéa-Samsic                | + 12 s           |
| 7e | Taco van der Hoorn   | Pays-Bas | Team Jumbo-Visma            | + 14 s           |
| 8e | Markus Hoelgaard     | Norvège  | Uno-X Norwegian Development | + 14 s           |
| 9e | Omer Goldstein       | Israël   | Israel Cycling Academy      | + 16 s           |
| 10e | Jacob Eriksson       | Suède    | Team Coop                   | + 16 s           |

### 4eétape
| \| Classement de l'étape \| Classement de l'étape \| Classement de l'étape \| Classement de l'étape \| Classement de l'étape \| \| Coureur \| Coureur \| Pays \| Équipe \| Temps \| \| --------------------- \| ----------------------- \| --------------------- \| --------------------------- \| --------------------- \| \| 1er \| Edoardo Affini \| Italie \| Mitchelton-Scott \| 5 h 07 min 30 s \| \| 2e \| Anders Skaarseth \| Norvège \| Uno-X Norwegian Development \| + 0 s \| \| 3e \| Sander Armée \| Belgique \| Lotto-Soudal \| + 0 s \| \| 4e \| Rasmus Christian Quaade \| Danemark \| Riwal Readynez \| + 0 s \| \| 5e \| Daniel Turek \| Tchéquie \| Israel Cycling Academy \| + 0 s \| \| 6e \| Alexander Kristoff \| Norvège \| UAE Team Emirates \| + 7 s \| \| 7e \| Yves Lampaert \| Belgique \| Deceuninck-Quick Step \| + 7 s \| \| 8e \| Tom Van Asbroeck \| Belgique \| Israel Cycling Academy \| + 7 s \| \| 9e \| Ben Swift \| Royaume-Uni \| Team Ineos \| + 7 s \| \| 10e \| Eduard-Michael Grosu \| Roumanie \| Delko Marseille Provence \| + 7 s \| |                         |             |                             |                 |
| |                         |             |                             |                 |
| Source : ProCyclingStats |                         |             |                             |                 |
| Classement de l'étape |                         |             |                             |                 |
| Coureur | Coureur                 | Pays        | Équipe                      | Temps           |
| 1er | Edoardo Affini          | Italie      | Mitchelton-Scott            | 5 h 07 min 30 s |
| 2e | Anders Skaarseth        | Norvège     | Uno-X Norwegian Development | + 0 s           |
| 3e | Sander Armée            | Belgique    | Lotto-Soudal                | + 0 s           |
| 4e | Rasmus Christian Quaade | Danemark    | Riwal Readynez              | + 0 s           |
| 5e | Daniel Turek            | Tchéquie    | Israel Cycling Academy      | + 0 s           |
| 6e | Alexander Kristoff      | Norvège     | UAE Team Emirates           | + 7 s           |
| 7e | Yves Lampaert           | Belgique    | Deceuninck-Quick Step       | + 7 s           |
| 8e | Tom Van Asbroeck        | Belgique    | Israel Cycling Academy      | + 7 s           |
| 9e | Ben Swift               | Royaume-Uni | Team Ineos                  | + 7 s           |
| 10e | Eduard-Michael Grosu    | Roumanie    | Delko Marseille Provence    | + 7 s           |

| \| Classement général \| Classement général \| Classement général \| Classement général \| Classement général \| \| Coureur \| Coureur \| Pays \| Équipe \| Temps \| \| ------------------ \| -------------------- \| ------------------ \| --------------------------- \| ------------------ \| \| 1er \| Edvald Boasson Hagen \| Norvège \| Dimension Data \| 17 h 37 min 40 s \| \| 2e \| Edoardo Affini \| Italie \| Mitchelton-Scott \| + 0 s \| \| 3e \| Cees Bol \| Pays-Bas \| Team Sunweb \| + 7 s \| \| 4e \| Alexander Kristoff \| Norvège \| UAE Team Emirates \| + 8 s \| \| 5e \| Anders Skaarseth \| Norvège \| Uno-X Norwegian Development \| + 9 s \| \| 6e \| Joris Nieuwenhuis \| Pays-Bas \| Team Sunweb \| + 10 s \| \| 7e \| Daniel Turek \| Tchéquie \| Israel Cycling Academy \| + 10 s \| \| 8e \| Sander Armée \| Belgique \| Lotto-Soudal \| + 10 s \| \| 9e \| Kristoffer Halvorsen \| Norvège \| Team Ineos \| + 11 s \| \| 10e \| Franck Bonnamour \| France \| Arkéa-Samsic \| + 12 s \| |                      |          |                             |                  |
| |                      |          |                             |                  |
| Source : ProCyclingStats |                      |          |                             |                  |
| Classement général |                      |          |                             |                  |
| Coureur | Coureur              | Pays     | Équipe                      | Temps            |
| 1er | Edvald Boasson Hagen | Norvège  | Dimension Data              | 17 h 37 min 40 s |
| 2e | Edoardo Affini       | Italie   | Mitchelton-Scott            | + 0 s            |
| 3e | Cees Bol             | Pays-Bas | Team Sunweb                 | + 7 s            |
| 4e | Alexander Kristoff   | Norvège  | UAE Team Emirates           | + 8 s            |
| 5e | Anders Skaarseth     | Norvège  | Uno-X Norwegian Development | + 9 s            |
| 6e | Joris Nieuwenhuis    | Pays-Bas | Team Sunweb                 | + 10 s           |
| 7e | Daniel Turek         | Tchéquie | Israel Cycling Academy      | + 10 s           |
| 8e | Sander Armée         | Belgique | Lotto-Soudal                | + 10 s           |
| 9e | Kristoffer Halvorsen | Norvège  | Team Ineos                  | + 11 s           |
| 10e | Franck Bonnamour     | France   | Arkéa-Samsic                | + 12 s           |

### 5eétape
Marc Hirschi (Sunweb) et Remco Evenepoel (Deceuninck-Quick Step) sont rejoints par le peloton à quatre kilomètres de l'arrivée à Drammen. Alexander Kristoff remporte l'étape au sprint et endosse le maillot de leader car le maillot jaune porté par E. B. Hagen arrive quatrième de l'étape et malgré la seconde de bonification qu'il a obtenu en arrivant troisième d'un sprint intermédiaire.
| \| Classement de l'étape \| Classement de l'étape \| Classement de l'étape \| Classement de l'étape \| Classement de l'étape \| \| Coureur \| Coureur \| Pays \| Équipe \| Temps \| \| --------------------- \| --------------------- \| --------------------- \| ---------------------- \| --------------------- \| \| 1er \| Alexander Kristoff \| Norvège \| UAE Team Emirates \| 3 h 39 min 44 s \| \| 2e \| Álvaro Hodeg \| Colombie \| Deceuninck-Quick Step \| + 0 s \| \| 3e \| Kristoffer Halvorsen \| Norvège \| Team Ineos \| + 0 s \| \| 4e \| Edvald Boasson Hagen \| Norvège \| Dimension Data \| + 0 s \| \| 5e \| Yves Lampaert \| Belgique \| Deceuninck-Quick Step \| + 0 s \| \| 6e \| Moreno Hofland \| Pays-Bas \| EF Education First \| + 0 s \| \| 7e \| Alex Frame \| Nouvelle-Zélande \| Trek-Segafredo \| + 0 s \| \| 8e \| Lawrence Naesen \| Belgique \| Lotto-Soudal \| + 0 s \| \| 9e \| Luka Mezgec \| Slovénie \| Mitchelton-Scott \| + 0 s \| \| 10e \| Tom Van Asbroeck \| Belgique \| Israel Cycling Academy \| + 0 s \| |                      |                  |                        |                 |
| |                      |                  |                        |                 |
| Source : ProCyclingStats |                      |                  |                        |                 |
| Classement de l'étape |                      |                  |                        |                 |
| Coureur | Coureur              | Pays             | Équipe                 | Temps           |
| 1er | Alexander Kristoff   | Norvège          | UAE Team Emirates      | 3 h 39 min 44 s |
| 2e | Álvaro Hodeg         | Colombie         | Deceuninck-Quick Step  | + 0 s           |
| 3e | Kristoffer Halvorsen | Norvège          | Team Ineos             | + 0 s           |
| 4e | Edvald Boasson Hagen | Norvège          | Dimension Data         | + 0 s           |
| 5e | Yves Lampaert        | Belgique         | Deceuninck-Quick Step  | + 0 s           |
| 6e | Moreno Hofland       | Pays-Bas         | EF Education First     | + 0 s           |
| 7e | Alex Frame           | Nouvelle-Zélande | Trek-Segafredo         | + 0 s           |
| 8e | Lawrence Naesen      | Belgique         | Lotto-Soudal           | + 0 s           |
| 9e | Luka Mezgec          | Slovénie         | Mitchelton-Scott       | + 0 s           |
| 10e | Tom Van Asbroeck     | Belgique         | Israel Cycling Academy | + 0 s           |

| \| Classement général \| Classement général \| Classement général \| Classement général \| Classement général \| \| Coureur \| Coureur \| Pays \| Équipe \| Temps \| \| ------------------ \| -------------------- \| ------------------ \| --------------------------- \| ------------------ \| \| 1er \| Alexander Kristoff \| Norvège \| UAE Team Emirates \| 21 h 17 min 22 s \| \| 2e \| Edvald Boasson Hagen \| Norvège \| Dimension Data \| + 1 s \| \| 3e \| Edoardo Affini \| Italie \| Mitchelton-Scott \| + 2 s \| \| 4e \| Kristoffer Halvorsen \| Norvège \| Team Ineos \| + 9 s \| \| 5e \| Cees Bol \| Pays-Bas \| Team Sunweb \| + 9 s \| \| 6e \| Anders Skaarseth \| Norvège \| Uno-X Norwegian Development \| + 11 s \| \| 7e \| Joris Nieuwenhuis \| Pays-Bas \| Team Sunweb \| + 12 s \| \| 8e \| Daniel Turek \| Tchéquie \| Israel Cycling Academy \| + 12 s \| \| 9e \| Sander Armée \| Belgique \| Lotto-Soudal \| + 12 s \| \| 10e \| Franck Bonnamour \| France \| Arkéa-Samsic \| + 14 s \| |                      |          |                             |                  |
| |                      |          |                             |                  |
| Source : ProCyclingStats |                      |          |                             |                  |
| Classement général |                      |          |                             |                  |
| Coureur | Coureur              | Pays     | Équipe                      | Temps            |
| 1er | Alexander Kristoff   | Norvège  | UAE Team Emirates           | 21 h 17 min 22 s |
| 2e | Edvald Boasson Hagen | Norvège  | Dimension Data              | + 1 s            |
| 3e | Edoardo Affini       | Italie   | Mitchelton-Scott            | + 2 s            |
| 4e | Kristoffer Halvorsen | Norvège  | Team Ineos                  | + 9 s            |
| 5e | Cees Bol             | Pays-Bas | Team Sunweb                 | + 9 s            |
| 6e | Anders Skaarseth     | Norvège  | Uno-X Norwegian Development | + 11 s           |
| 7e | Joris Nieuwenhuis    | Pays-Bas | Team Sunweb                 | + 12 s           |
| 8e | Daniel Turek         | Tchéquie | Israel Cycling Academy      | + 12 s           |
| 9e | Sander Armée         | Belgique | Lotto-Soudal                | + 12 s           |
| 10e | Franck Bonnamour     | France   | Arkéa-Samsic                | + 14 s           |

### 6eétape
| \| Classement de l'étape \| Classement de l'étape \| Classement de l'étape \| Classement de l'étape \| Classement de l'étape \| \| Coureur \| Coureur \| Pays \| Équipe \| Temps \| \| --------------------- \| --------------------- \| --------------------- \| ---------------------- \| --------------------- \| \| 1er \| Kristoffer Halvorsen \| Norvège \| Team Ineos \| 4 h 02 min 40 s \| \| 2e \| Cees Bol \| Pays-Bas \| Team Sunweb \| + 0 s \| \| 3e \| Alexander Kristoff \| Norvège \| UAE Team Emirates \| + 0 s \| \| 4e \| Luka Mezgec \| Slovénie \| Mitchelton-Scott \| + 0 s \| \| 5e \| Ben Swift \| Royaume-Uni \| Team Ineos \| + 0 s \| \| 6e \| Yves Lampaert \| Belgique \| Deceuninck-Quick Step \| + 0 s \| \| 7e \| Alex Kirsch \| Luxembourg \| Trek-Segafredo \| + 0 s \| \| 8e \| Joris Nieuwenhuis \| Pays-Bas \| Team Sunweb \| + 0 s \| \| 9e \| August Jensen \| Norvège \| Israel Cycling Academy \| + 0 s \| \| 10e \| Edoardo Affini \| Italie \| Mitchelton-Scott \| + 0 s \| |                      |             |                        |                 |
| |                      |             |                        |                 |
| Source : ProCyclingStats |                      |             |                        |                 |
| Classement de l'étape |                      |             |                        |                 |
| Coureur | Coureur              | Pays        | Équipe                 | Temps           |
| 1er | Kristoffer Halvorsen | Norvège     | Team Ineos             | 4 h 02 min 40 s |
| 2e | Cees Bol             | Pays-Bas    | Team Sunweb            | + 0 s           |
| 3e | Alexander Kristoff   | Norvège     | UAE Team Emirates      | + 0 s           |
| 4e | Luka Mezgec          | Slovénie    | Mitchelton-Scott       | + 0 s           |
| 5e | Ben Swift            | Royaume-Uni | Team Ineos             | + 0 s           |
| 6e | Yves Lampaert        | Belgique    | Deceuninck-Quick Step  | + 0 s           |
| 7e | Alex Kirsch          | Luxembourg  | Trek-Segafredo         | + 0 s           |
| 8e | Joris Nieuwenhuis    | Pays-Bas    | Team Sunweb            | + 0 s           |
| 9e | August Jensen        | Norvège     | Israel Cycling Academy | + 0 s           |
| 10e | Edoardo Affini       | Italie      | Mitchelton-Scott       | + 0 s           |

## Classements finals

### Classement général final
| \| Classement général \| Classement général \| Classement général \| Classement général \| Classement général \| \| Coureur \| Coureur \| Pays \| Équipe \| Temps \| \| ------------------ \| -------------------- \| ------------------ \| --------------------------- \| ------------------ \| \| 1er \| Alexander Kristoff \| Norvège \| UAE Team Emirates \| 25 h 19 min 58 s \| \| 2e \| Kristoffer Halvorsen \| Norvège \| Team Ineos \| + 3 s \| \| 3e \| Edvald Boasson Hagen \| Norvège \| Dimension Data \| + 5 s \| \| 4e \| Edoardo Affini \| Italie \| Mitchelton-Scott \| + 6 s \| \| 5e \| Cees Bol \| Pays-Bas \| Team Sunweb \| + 7 s \| \| 6e \| Anders Skaarseth \| Norvège \| Uno-X Norwegian Development \| + 15 s \| \| 7e \| Joris Nieuwenhuis \| Pays-Bas \| Team Sunweb \| + 16 s \| \| 8e \| Daniel Turek \| Tchéquie \| Israel Cycling Academy \| + 16 s \| \| 9e \| Sander Armée \| Belgique \| Lotto-Soudal \| + 16 s \| \| 10e \| Carl Fredrik Hagen \| Norvège \| Lotto-Soudal \| + 17 s \| |                      |          |                             |                  |
| |                      |          |                             |                  |
| Source : ProCyclingStats |                      |          |                             |                  |
| Classement général |                      |          |                             |                  |
| Coureur | Coureur              | Pays     | Équipe                      | Temps            |
| 1er | Alexander Kristoff   | Norvège  | UAE Team Emirates           | 25 h 19 min 58 s |
| 2e | Kristoffer Halvorsen | Norvège  | Team Ineos                  | + 3 s            |
| 3e | Edvald Boasson Hagen | Norvège  | Dimension Data              | + 5 s            |
| 4e | Edoardo Affini       | Italie   | Mitchelton-Scott            | + 6 s            |
| 5e | Cees Bol             | Pays-Bas | Team Sunweb                 | + 7 s            |
| 6e | Anders Skaarseth     | Norvège  | Uno-X Norwegian Development | + 15 s           |
| 7e | Joris Nieuwenhuis    | Pays-Bas | Team Sunweb                 | + 16 s           |
| 8e | Daniel Turek         | Tchéquie | Israel Cycling Academy      | + 16 s           |
| 9e | Sander Armée         | Belgique | Lotto-Soudal                | + 16 s           |
| 10e | Carl Fredrik Hagen   | Norvège  | Lotto-Soudal                | + 17 s           |